# Nechilo
Nechilo és un gènere monotípic d'arnes de la família Crambidae. Conté només una espècie, Nechilo macrogona, que es troba a Austràlia, on ha estat registrada a Victòria.